# Grace Akello

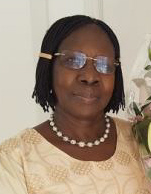
Grace Akello

Grace Akello (sinh năm 1950) là một nhà thơ, nhà văn, nhà văn, nhà nghiên cứu dân gian và chính trị gia Uganda. Bà là Đại sứ Uganda tại Ấn Độ.

## Cuộc sống và giáo dục
Dinah Grace Akello là người Iteso, và được sinh ra gần Soroti, ở khu vực phía đông của khu bảo hộ Uganda. Bà học ngành quản trị xã hội và công tác xã hội tại Đại học Makerere ở Kampala. Năm 1979, bà sống ở Tanzania sau khi chạy trốn khỏi chính phủ Idi Amin làm người tị nạn.

## Nghề nghiệp
Bà làm việc như một biên tập viên tạp chí ở Kenya và Tanzania trước khi đi du lịch đến Anh vào những năm 1980 để trở thành một biên tập viên trợ lý cho Ban Thư ký Liên bang. Akello giữ chức vụ này từ năm 1983 đến năm 1990.

## Chính trị
Năm 1990, Akello trở lại Uganda và tạo ra một Ủy ban để giúp giải quyết vấn đề di dời và giết chết người Teso trong nhiệm kỳ tổng thống của Amin. Công việc này của bà kéo dài đến năm 1996. Năm 1996, bà trở thành thành viên của Quốc hội Uganda và năm 1999 được bổ nhiệm làm Bộ trưởng Bộ Giới, Lao động và Phát triển Xã hội.
Từ năm 1999 đến năm 2006, Akello là thành viên của Nội các Uganda. Bà giữ chức vụ Bộ trưởng Sáng kiến tài chính vi mô từ 1999 đến 2003 và Bộ trưởng Bắc Uganda từ năm 2003 cho đến khi mất ghế vào năm 2006. Vào tháng 3 năm 2014, trong cương vị là Ủy viên cao cấp của Uganda đến Malta, Akello nói rằng bà tin rằng những tranh cãi xung quanh việc hình sự hóa đồng tính luyến ái của Uganda đã "bị thổi phồng quá mức". Akello hiện là đại sứ Uganda ở New Delhi, Ấn Độ.